# Vailala
Vailala ist ein Dorf im Distrikt Hihifo im Königreich Uvea, welches als Teil des französischen Überseegebiets Wallis und Futuna zu Frankreich gehört.

## Lage
Vailala liegt an der Nordspitze der Insel Uvea, welche zu den Wallis-Inseln gehört. Im Dorf befindet sich die Chapelle de Vailala.

## Bevölkerung
Die Bevölkerungszahl nahm seit 1996 sehr stark ab:
| Vailala: Einwohnerzahlen von 1996 bis 2013 | Vailala: Einwohnerzahlen von 1996 bis 2013 | Vailala: Einwohnerzahlen von 1996 bis 2013 | Vailala: Einwohnerzahlen von 1996 bis 2013 | Vailala: Einwohnerzahlen von 1996 bis 2013 |
| ------------------------------------------ | ------------------------------------------ | ------------------------------------------ | ------------------------------------------ | ------------------------------------------ |
| Jahr                                       |                                            |                                            |                                            | Einwohner                                  |
| 1996                                       | 1996                                       |                                            | 698                                        | 698                                        |
| 2003                                       | 2003                                       |                                            | 446                                        | 446                                        |
| 2008                                       | 2008                                       |                                            | 374                                        | 374                                        |
| 2013                                       | 2013                                       |                                            | 369                                        | 369                                        |
| Datenquelle: INSEE                         |                                            |                                            |                                            |                                            |